# Raya Dunayevskaya
Raya Dunayevskaya (en ruso: Ра́я Шпи́гель, Yaryshiv, 1 de mayo de 1910 – Chicago, 9 de junio de 1987), nacida Raya Shpigel más tarde Rae Spiegel, también conocida por el pseudónimo Freddie Forest, fue la fundadora de la filosofía del marxismo humanista en los Estados Unidos. En un momento dado, trabajó como secretaria para León Trotski, y más tarde se separó de él para finalmente fundar la organización Comités de Noticias y Cartas, de la que fue dirigente hasta su muerte.

## Biografía
De ascendencia judía, Dunayevskaya nació como Raya Shpigel en lo que hoy es Ucrania en el seno de una familia pobre. Posteriormente, emigró a junto a su familia a la ciudad de Chicago, Estados Unidos, en 1921 durante la guerra civil rusa, donde cambió su nombre a Rae Spiegel y se unió al movimiento revolucionario ya en su niñez.
Activa en la organización juvenil del Partido Comunista de los Estados Unidos, fue expulsada a los 18 años en 1927, y tirada por las escaleras, al sugerir que sus camaradas locales debieran informarse sobre la respuesta de Trotski a su expulsión del Partido Comunista de la Unión Soviética y de la Internacional Comunista. Al año siguiente, encontró un grupo de trotskistas en Boston, dirigido por Antoinette Buchholz Konikow, una defensora de los anticonceptivos y del aborto legal. Asimismo, Dunayevskaya se afilió en 1925 al Congreso Obrero Negro de Estados Unidos, una organización que buscaba la intersección de los comunistas con la comunidad afroestadounidense.
En la década de los años 30, adoptó el nombre de soltera de su madre, Dunayevskaya.
Sin conseguir permiso de la organización trotskista de Estados Unidos, fue a México en 1937 para servir como secretaria de ruso de Trotski durante su exilio en este país en la ciudad de Coyoacán. Tras regresar a Chicago en 1938 habiendo fallecido su padre y su hermano, rompió su relación con Trotski en 1939, cuando este siguió manteniendo que la Unión Soviética era un «Estado de trabajadores», incluso tras el Pacto Ribbentrop-Mólotov. Se opuso a cualquier idea de que se debería pedir a los trabajadores que defendieran este «Estado obrero» aliado con la Alemania nazi en una guerra mundial. Junto con teóricos como CLR James y, más tarde, Tony Cliff, Dunayevskaya sostenía que la Unión Soviética se había convertido en «Estado capitalista». Al final de su vida, declaró que lo que llamó «mi desarrollo real» sólo empezó después de su ruptura con Trotski.
Su estudio simultáneo de la economía rusa y de los primeros escritos de Karl Marx (más tarde conocidos como los Manuscritos económicos y filosóficos de 1844), llevaron a su teoría de que no solo la URSS era una sociedad «capitalista de Estado», sino que este sistema era una nueva etapa mundial. Una gran parte de su análisis inicial fue publicado en The New International entre 1942 y 1943. 
De igual manera, Dunayevskaya hizo énfasis en que la cuestión fundamental para el desarrollo de una sociedad socialista no era en sí si la propiedad era privada o pública, sino que se establece en la medida en que las relaciones interpersonales hacen que las personas no sean tratadas como cosas.
En 1940, se implicó en la ruptura en el Partido de Trabajadores Socialista (PTS) que llevó a la formación del Workers Party (WP), con el que compartía una objeción a la caracterización de Trotski de la Unión Soviética como un "estado de trabajadores degenerado". Dentro del WP  formó la facción Johnson-Forest junto a CLR James (ella sería "Freddie Forest" y él "J. R. Johnson", según sus alias en el partido). Esta facción sostenía que la Unión Soviética era un "estado capitalista", mientras la mayoría del WP mantenía que era burocrático colectivista.
Al certificarse las evidentes diferencias en el interior del WP, en 1947, tras un breve periodo de existencia independiente durante el que publicaron una serie de documentos, la tendencia regresó a las filas del PTS. Su afiliación en el PTS estuvo basada en una insistencia compartida de que había una situación prerrevolucionaria a la vuelta de la esquina, y la creencia también compartida de que debía existir un partido leninista para aprovechar las oportunidades que se avecinaban.
En 1951, con el fracaso de la materialización de su perspectiva compartida, la tendencia desarrolló una teoría que rechazó el leninismo y visualizó a los trabajadores como espontáneamente revolucionarios. Esto estuvo confirmado por la huelga de mineros de EE. UU. de 1949. En años más tardíos, prestaron atención a automatización, especialmente en la industria de automóvil, que consideraron como paradigmática de una etapa nueva de capitalismo. Esto llevó a la tendencia a abandonar el PTS otra vez para continuar de manera independiente.
Después de más de una década de desarrollo de la teoría de capitalismo estatal, Dunayevskaya continuó su estudio de la dialéctica hegeliana a partir de la tarea que la Tendencia Johnnson-Forest se había impuesto: explorar la Filosofía de Mente de Hegel. Así adelantó una interpretación de los absolutos de Hegel, sosteniendo que implicaban un movimiento dual: un movimiento desde la práctica que es en sí mismo una forma de teoría y un movimiento desde la teoría llegando a la filosofía. Consideró estas cartas de 1953 como "el momento filosófico" desde el cuál fluyó todo el desarrollo del humanismo marxista.
En 1953, Dunayevskaya se mudó a Detroit, donde  vivió hasta 1984. En 1954-1955, junto con CLR James, participaron de una escisión. En 1955, fundó su propia organización, Comités de Noticias y Cartas, y un periódico marxista humanista, Noticias y Cartas, que aún se publica a día de hoy. El periódico cubre las luchas de las mujeres, la liberación de trabajadores, los derechos de personas negras, gays, lesbianas, bisexuales y transexuales y el movimiento de derechos de personas con diversidad funcional, sin separarse de la cobertura de artículos filosóficos y teóricos. La organización se dividió en 2008-2009 y con ello nacieron los marxistas-humanistas (más tarde se convertirían en la Organización Internacional Marxista-Humanista).
Dunayevskaya escribió la que vino a ser conocida como su "trilogía de la revolución": Marxism and Freedom: From 1776 until today (1958), Filosofía y Revolución (1973) y Rosa Luxemburg, Women's Liberation, and Marx's Philosphy of Revolution (1982).  Además, seleccionó e introdujo una colección de escritos con el título Women's Liberation and the Dialectics of Revolution, publicado en 1985.
En el último año de su vida estuvo trabajando en un nuevo libro titulado Dialectics of Oganization and Philosophy: The 'Party' and Forms of Organization Born Out of Spontaneity.
Los discursos, cartas, publicaciones, notas, grabaciones y otros ítems de Raya Dunayevskaya están salvaguardados en la Biblioteca Walter P. Reuther en la Universidad Estatal Wayne en Detroit. También están disponibles copias de microfilm de la colección en los Archivos de Trabajo y Asuntos Urbanos de dicha universidad. Las guías de la colección están disponibles en los Comités de Noticias y Cartas.

## Citas
- "Él quién glorifica teoría y genio pero falla en reconocer los límites de un trabajo teórico, falla así mismo para reconocer la indispensabilidad del teórico.  Toda la historia es la historia de la lucha por la libertad.  Si, como teórico, uno las orejas de uno están sintonizadas al nuevo impulso de los trabajadores, las categorías "nuevas" serán creadas, una manera nueva de pensar, un paso adelante nuevo en la cognición filosófica" – De Marxism and Freedom [página requerida]
- "Precisamente donde Hegel suena más abstracto, parece cerrar las persianas contra el movimiento entero de historia, allí  deja la savia de lo dialléctico - absoluta negatividad - entrar. Es cierto que Hegel escribe como si la resolución de fuerzas vivas opuestas pudieran ser vencidas por el mero pensamiento de la trascendencia. Pero él ha abierto, poniendo las oposiciones a su extremo más lógico, nuevos caminos, una nueva relación de teoría para practicar, en la cual Marx salió como una relación totalmente nueva de filosofía a revolución. Los revolucionarios de hoy dan la espalda a esto por su cuenta y riesgo." – De Philosophy and Revolution [página requerida]
- "Es cierto que otros marxistas post-Marx han descansado en un marxismo truncado; es igualmente cierto que ninguna otra generación podría haber visto lo problemático de nuestra edad, mucho menos solucionar nuestros problemas. Solo los seres humanos vivos  pueden recrear el dialéctico revolucionario para siempre de nuevo.  Y estos seres humanos vivos deben hacer esto en teoría así como en práctica.  No es una cuestión sólo de conocer el reto desde la práctica, sino de ser capaz de conocer el reto del auto-desarrollo de la Idea, y de profundizar teoría al punto donde  logra el concepto de Marx de filosofía de "revolution en permanencia.'" – De Rosa Luxemburg, Women's Liberation, and Marx's Philosophy of Revolution[página requerida]

### Libros
- Trilogía de Revolución
  - Marxism and Freedom: From 1776 Until Today. [1958] 2000. Humanity Books. ISBN 1-57392-819-4.
  - Philosophy and Revolution: from Hegel to Sartre and from Marx to Mao. Third ed. 1989. Columbia University Press.  ISBN 0-231-07061-6.
  - Rosa Luxemburg, Women's Liberation, and Marx's Philosophy of Revolution. 1991. University of Illinois Press. ISBN 0-252-01838-9.
- Otros
  - Women’s Liberation and the Dialectics of Revolution: Reaching for the Future. 1996. Wayne State University Press. ISBN 0-8143-2655-2.
  - The Marxist-Humanist Theory of State-Capitalism. 1992. News & Letters Committee. ISBN 0-914441-30-2.
  - The Power of Negativity: Selected Writings on the Dialectic in Hegal and Marx. 2002. Lexington Books. ISBN 0-7391-0266-4

### Artículos
- "The Shock of Recognition and the Philosophic Ambivalence of Lenin". TELOS, No. 5 (Spring 1970). New York: Telos Press.

### Introducciones
- Frantz Fanon, Soweto & American Black Thought by Lou Turner and John Alan ; nueva introd. de Raya Dunayevskaya. – edición extendida nueva, Chicago : News and Letters, 1986

### Archivos
- Raya Dunayevskaya Papers Walter P. Reuther Library, Detroit, Míchigan. La primera porción de la colección existe como fue organizada y donada por Ms. Dunayevskaya y se relaciona con el desarrollo del Humanismo Marxista. La segunda porción fue donada después de la muerte de la señora Dunayevskaya y relaciona sus últimos escritos y trabajos sin terminar. Los documentos van de 1924 a 1987.
- Algunos manuscritos personales, cartas y panfletos se conservan en la Mitchell Library, Glasgow, como parte de la Colección Harry McShane.[6]

### Escritos sobre Dunayevskaya
- Afary, Janet, "The Contribution of Raya Dunayevskaya, 1910-1987: A Study in Hegelian Marxist Feminism," Extramares (1)1, 1989. pp. 35–55.
- Anderson, Kevin, chapter 8, From 1954 to Today: "Lefebvre, Colletti, Althusser, and Dunayevskaya," en Lenin, Hegel and Western Marxism: A Critical Study, University of Illinois Press: Urbana, 1995.
- Anderson, Kevin, "Sources of Marxist-Humanism: Fanon, Kosik, Dunayevskaya," Quarterly Journal of Ideology (10)4, 1986. pp. 15–29.
- Chicago Literary Review, "Marxist-Humanism, an Interview with Raya Dunayevskaya, Chicago Literary Review, March 15, 1985.
- Easton, Judith, "Raya Dunayevskaya," Bulletin of the Hegel Society of Great Britain (16), Autumn/Winter 1987. pp. 7–12.
- Gogol, Eugene, Raya Dunayevskaya: Philosopher of Marxist-Humanism, Wipfandstock Publishers: Eugene, Oregon, 2003. Wayback Machine.
- Greeman, Richard, "Raya Dunayevskaya: Thinker, Fighter, Revolutionary," Against the Current, January/February 1988.
- Hudis, Peter, "Workers as Reason: The Development of a New Relation of Worker and Intellectual in American Marxist-Humanism," Historical Materialism (11)4, pp. 267–293.
- Jeannot, Thomas M., "Dunayevskaya's Conception of Ultimate Reality and Meaning," Ultimate Reality and Meaning (22)4, December 1999. pp. 276–293.
- Kellner, Douglas, "A Comment on the Dunayevskaya-Marcuse Dialogue," Quarterly Journal of Ideology (13)4, 1989. p. 29.
- Le Blanc, Paul, "The Philosophy and Politics of Freedom," Monthly Review (54)8.
- Moon, Terry, "Dunayevskaya, Raya," in Women Building Chicago 1790-1990: A Biographical Dictionary, Bloomington: Indiana University Press, 2001. pp. 238–241.
- Rich, Adrienne, "Living the Revolution," Women's Review of Books (3)12, September 1986.
- Rockwell, Russell, "Hegel and Social Theory in Critical Theory and Marxist-Humanism," International Journal of Philosophy (32)1, 2003.
- Schultz, Rima Lunin and Adele Hast, "Introduction," in Women Building Chicago 1790-1990, Bloomington: Indiana University Press, 2001.